# 遠藤興一
遠藤 興一（えんどう こういち、1944年 - ）は、日本の社会福祉学者（社会福祉思想・社会福祉史）。明治学院大学名誉教授。
明治学院大学社会学部助教授、明治学院大学社会学部教授などを歴任した。

## 来歴

### 生い立ち
太平洋戦争中の1944年、神奈川県川崎市にて生まれた。早稲田大学に進学し、第一文学部にて学んだ。早稲田大学を卒業後、日本社会事業学校に進学し、研究科にて学んだ。日本社会事業学校を修了してからは、社会福祉事業に従事した。

### 研究者として
その後、明治学院大学の大学院に進学し、社会学研究科にて学んだ。1975年、明治学院大学の大学院における博士後期課程を満期退学した。母校である明治学院大学にて教鞭を執ることになり、社会学部にて助教授を務めた。その後、明治学院大学の社会学部にて、教授に昇任した。なお、明治学院大学の大学院においては、社会学研究科の教授を兼務した。社会学研究科においては、主として社会福祉学専攻の講義を担当した。2013年、明治学院大学の教授を退いた。のちに明治学院大学より名誉教授の称号を授与された。

## 研究
専門は社会福祉学であり、特に社会福祉思想や社会福祉史といった分野について研究した。
社会福祉に関する書籍など、学術書や専門書を多数上梓している。また、社会福祉学についての先行研究など文献の整理に努めており、「福祉文献大事典」シリーズの監修も手掛けた。特に太平洋戦争後の社会福祉学における基礎的な文献の復刻に尽力し、社会福祉学者の一番ヶ瀬康子、井岡勉とともに「戦後社会福祉基本文献集」シリーズの編纂にあたった。また、明治学院大学総理などを歴任した社会運動家の田川大吉郎についての著作も多い。

## 人物
「福祉文献大事典」シリーズの刊行に際して「国際的にも、国内的にも何らかの意味で福祉を取り込まずして政治、経済、教育、その他文化一般のさまざまな課題を考えることはできなくなっている」と指摘している。そのうえで、福祉の問題点や緊急の課題について考える場合に有効な手法として、過去の実践に目を向けることで現在および未来の展望や方向性を探るというアプローチを例示している。

## 著作

### 単著
- 遠藤興一著『社会福祉』同文書院、1988年。ISBN 4810310922
- 遠藤興一著『社会福祉のあゆみ――史料でつづる』不昧堂、1991年。ISBN 4829302569
- 遠藤興一著『田川大吉郎』大空社、1998年。ISBN 475680845X
- 遠藤興一著『田川大吉郎に関する基礎研究想――著作目録を中心に』タグプロ出版、1999年。
- 遠藤興一著『田川大吉郎とその時代』新教出版社、2004年。ISBN 4400427587
- 遠藤興一著『書誌田川大吉郎――その生涯と著作』ジェイピー、2005年。
- 遠藤興一著『天皇制慈恵主義の成立』学文社、2010年。ISBN 9784762020261
- 遠藤興一著『15年戦争と社会福祉――その両義性の世界をたどる』学文社、2012年。ISBN 9784762022425

### 共著
- 一番ケ瀬康子ほか著『社会福祉入門』有斐閣、1979年。ISBN 464108856X
- 吉田久一ほか編集『社会福祉古典叢書』2巻、鳳書院、1980年。
- 吉田久一編『社会福祉の形成と課題』川島書店、1981年。
- 吉村良司著、巷談かながわの社会事業史刊行委員会編集『巷談かながわの社会事業史』巷談かながわの社会事業史刊行委員会、1986年。
- 濱野一郎・遠藤興一編著『社会福祉の原理と思想――主体性・普遍性をとらえ直すために』岩崎学術出版社、1998年。ISBN 4753398021
- 遠藤興一著、明治学院大学キリスト教研究所編『基督教徒としての田川大吉郎』明治学院大学キリスト教研究所、2008年。
- 遠藤興一著、明治学院大学キリスト教研究所編『松島正儀座談――語り継ぐ社会福祉のあゆみ』明治学院大学キリスト教研究所、2009年。
- 阿部志郎・岡本榮一監修、日本キリスト教社会福祉学会編『日本キリスト教社会福祉の歴史』ミネルヴァ書房、2014年。ISBN 9784623059553

### 編纂
- 遠藤興一編『いしずえを築く――近代社会福祉の成立と展開』日本図書センター、1999年。ISBN 4820527975
- 一番ヶ瀬康子・井岡勉・遠藤興一編『戦後社会福祉基本文献集』1巻、復刻版、日本図書センター、2000年。ISBN 482055915X
- 一番ヶ瀬康子・井岡勉・遠藤興一編『戦後社会福祉基本文献集』2巻、復刻版、日本図書センター、2000年。ISBN 4820559168
- 一番ヶ瀬康子・井岡勉・遠藤興一編『戦後社会福祉基本文献集』3巻、復刻版、日本図書センター、2000年。ISBN 4820559176
- 一番ヶ瀬康子・井岡勉・遠藤興一編『戦後社会福祉基本文献集』4巻、復刻版、日本図書センター、2000年。ISBN 4820559184
- 一番ヶ瀬康子・井岡勉・遠藤興一編『戦後社会福祉基本文献集』5巻、復刻版、日本図書センター、2000年。ISBN 4820559192
- 一番ヶ瀬康子・井岡勉・遠藤興一編『戦後社会福祉基本文献集』6巻、復刻版、日本図書センター、2000年。ISBN 4820559206
- 一番ヶ瀬康子・井岡勉・遠藤興一編『戦後社会福祉基本文献集』7巻、復刻版、日本図書センター、2000年。ISBN 4820559214
- 一番ヶ瀬康子・井岡勉・遠藤興一編『戦後社会福祉基本文献集』8巻、復刻版、日本図書センター、2000年。ISBN 4820559222
- 一番ヶ瀬康子・井岡勉・遠藤興一編『戦後社会福祉基本文献集』9巻、復刻版、日本図書センター、2000年。ISBN 4820559230
- 一番ヶ瀬康子・井岡勉・遠藤興一編『戦後社会福祉基本文献集』10巻、復刻版、日本図書センター、2000年。ISBN 4820559249
- 一番ヶ瀬康子・井岡勉・遠藤興一編『戦後社会福祉基本文献集』別冊1巻、日本図書センター、2000年。ISBN 4820559257
- 一番ヶ瀬康子・井岡勉・遠藤興一編『戦後社会福祉基本文献集』11巻、復刻版、日本図書センター、2001年。ISBN 4820559273
- 一番ヶ瀬康子・井岡勉・遠藤興一編『戦後社会福祉基本文献集』12巻、復刻版、日本図書センター、2001年。ISBN 4820559281
- 一番ヶ瀬康子・井岡勉・遠藤興一編『戦後社会福祉基本文献集』13巻、復刻版、日本図書センター、2001年。ISBN 482055929X
- 一番ヶ瀬康子・井岡勉・遠藤興一編『戦後社会福祉基本文献集』14巻、復刻版、日本図書センター、2001年。ISBN 4820559303
- 一番ヶ瀬康子・井岡勉・遠藤興一編『戦後社会福祉基本文献集』15巻、復刻版、日本図書センター、2001年。ISBN 4820559311
- 一番ヶ瀬康子・井岡勉・遠藤興一編『戦後社会福祉基本文献集』16巻、復刻版、日本図書センター、2001年。ISBN 482055932X
- 一番ヶ瀬康子・井岡勉・遠藤興一編『戦後社会福祉基本文献集』17巻、復刻版、日本図書センター、2001年。ISBN 4820559338
- 一番ヶ瀬康子・井岡勉・遠藤興一編『戦後社会福祉基本文献集』18巻、復刻版、日本図書センター、2001年。ISBN 4820559346
- 一番ヶ瀬康子・井岡勉・遠藤興一編『戦後社会福祉基本文献集』19巻、復刻版、日本図書センター、2001年。ISBN 4820559354
- 一番ヶ瀬康子・井岡勉・遠藤興一編『戦後社会福祉基本文献集』20巻、復刻版、日本図書センター、2001年。ISBN 4820559362
- 一番ヶ瀬康子・井岡勉・遠藤興一編『戦後社会福祉基本文献集』別冊2巻、日本図書センター、2001年。ISBN 4820559370
- 一番ヶ瀬康子・井岡勉・遠藤興一編『戦後社会福祉基本文献集』21巻、復刻版、日本図書センター、2001年。ISBN 4820559397
- 一番ヶ瀬康子・井岡勉・遠藤興一編『戦後社会福祉基本文献集』22巻、復刻版、日本図書センター、2001年。ISBN 4820559400
- 一番ヶ瀬康子・井岡勉・遠藤興一編『戦後社会福祉基本文献集』23巻、復刻版、日本図書センター、2001年。ISBN 4820559419
- 一番ヶ瀬康子・井岡勉・遠藤興一編『戦後社会福祉基本文献集』24巻、復刻版、日本図書センター、2001年。ISBN 4820559427
- 一番ヶ瀬康子・井岡勉・遠藤興一編『戦後社会福祉基本文献集』25巻、復刻版、日本図書センター、2001年。ISBN 4820559435
- 一番ヶ瀬康子・井岡勉・遠藤興一編『戦後社会福祉基本文献集』26巻、復刻版、日本図書センター、2001年。ISBN 4820559443
- 一番ヶ瀬康子・井岡勉・遠藤興一編『戦後社会福祉基本文献集』27巻、復刻版、日本図書センター、2001年。ISBN 4820559451
- 一番ヶ瀬康子・井岡勉・遠藤興一編『戦後社会福祉基本文献集』28巻、復刻版、日本図書センター、2001年。ISBN 482055946X
- 一番ヶ瀬康子・井岡勉・遠藤興一編『戦後社会福祉基本文献集』29巻、復刻版、日本図書センター、2001年。ISBN 4820559478
- 一番ヶ瀬康子・井岡勉・遠藤興一編『戦後社会福祉基本文献集』30巻、復刻版、日本図書センター、2001年。ISBN 4820559486
- 一番ヶ瀬康子・井岡勉・遠藤興一編『戦後社会福祉基本文献集』別冊3巻、日本図書センター、2001年。ISBN 4820559494
- 山崎美貴子・遠藤興一・北川清一編『社会福祉援助活動のパラダイム――転換期の実践理論』相川書房、2003年。ISBN 4750102954
- 北川清一・遠藤興一編著『社会福祉の理解――社会福祉入門』ミネルヴァ書房、2008年。ISBN 9784623050444
- 遠藤興一編・解説、明治学院大学キリスト教研究所編『讃美歌と日本人 : キリスト教音楽と近代文学のあいだ』明治学院大学キリスト教研究所、2013年。
- 遠藤興一編集『目で見る日本の福祉の歴史』日本図書センター、2016年。ISBN 9784284308380

### 監修
- 遠藤興一監修、文献情報研究会編著『福祉文献大事典』1巻、日本図書センター、2006年。ISBN 4284300253
- 遠藤興一監修、文献情報研究会編著『福祉文献大事典』2巻、日本図書センター、2006年。ISBN 4284300261

### その他
- 小河滋次郎著『戦前期社会事業基本文献集』18巻、復刻版、日本図書センター、1995年。ISBN 4820518844
- 田川大吉郎著、明治学院大学キリスト教研究所編『田川大吉郎の遺した演説草案――敗戦後の日本と世界をどう見たか』明治学院大学キリスト教研究所、2000年。
- 小河滋次郎著『社会福祉古典叢書』1巻、日本図書センター、2010年。ISBN 9784284303996